# Hans Olsson (homme politique)
Pour les articles homonymes, voir Hans Olsson et Olsson.
Hans Olsson (né en 1951) est un homme politique suédois du Parti social-démocrate suédois des travailleurs.
Il est aussi membre de la Riksdag depuis 2006 à la place 302